# Pedro Mendes de Vasconcelos
Pedro Mendes de Vasconcelos  foi  um fidalgo português oriundo de Lisboa que viveu em Freixo de Numão, e que participou na Batalha de Toro.

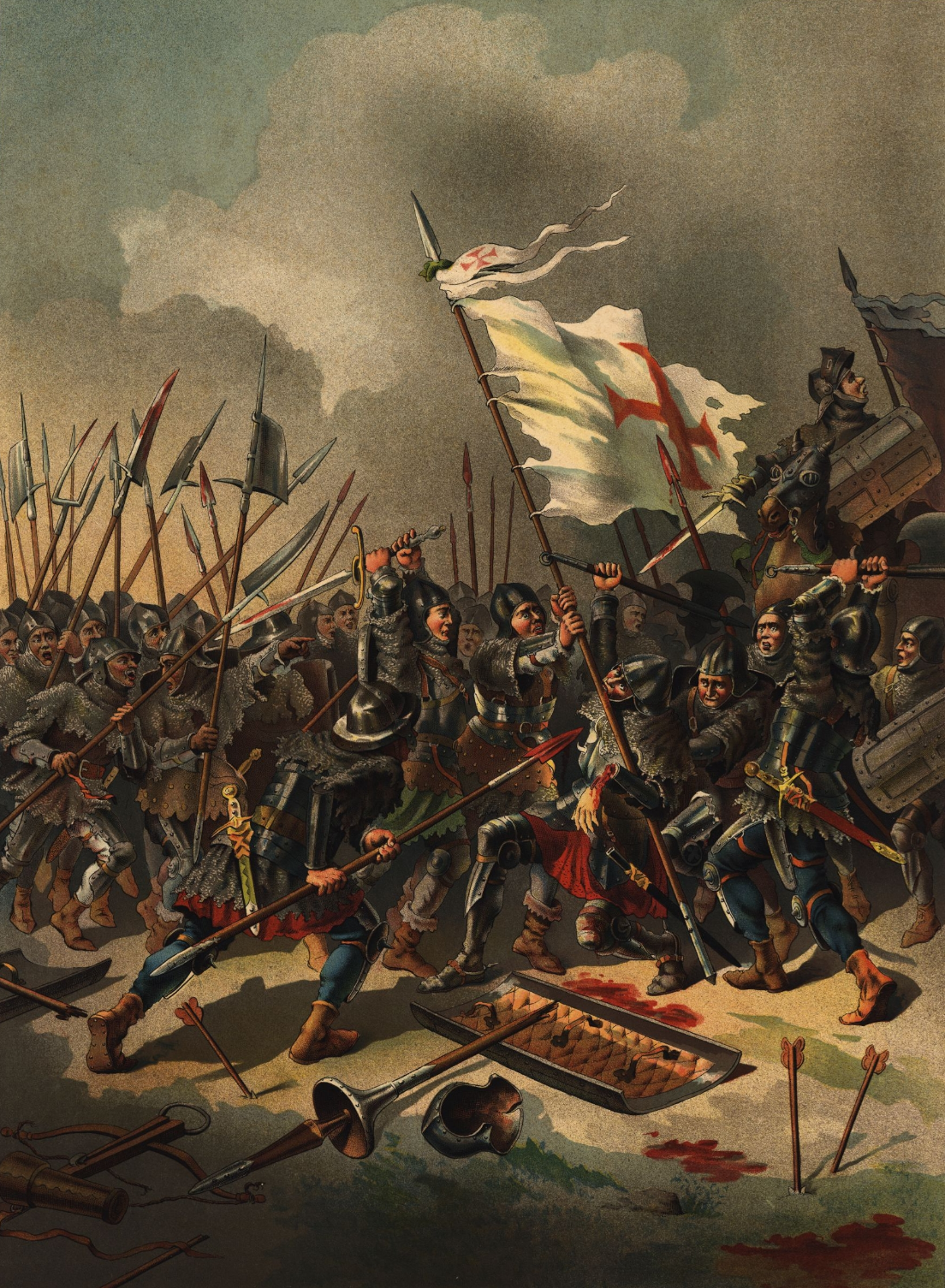
A Batalha de Toro (imagem na Biblioteca Nacional datada de 1900)

Filho de Gonçalo Mendes de Vasconcelos.
A 1 de Março de 1476, deu-se a Batalha de Toro, onde esteve Pedro Mendes de Vasconcelos, "que o viram sair muito ferido com 30 feridas". Por um documento feito na vila de Freixo de Numão, a 13 de Agosto de 1526 "consta q foi hum Fidalgo muito authorizado, e de limpo sangue e q tinha sempre hum, e dous cavallos, e as testemunhas juram o viram nas guerras q Portugal tinha com Castella em cima de hum cavallo q lhe mataram, e logo cavalgara em outro, e sahira ferido de trinta feridas, e q fora muy prezado do Conde de Marialva, e alem do referido no documento he fama constante, e tradição inmemorial q. Pedro Mendes de Vasconcelos fora das pessoas illustres de Portugal, e q veyo militar á Provincia da Beyra por D. Affonso 5º Rey de Portugal". Pedro Mendes de Vasconcelos viveu em Freixo de Numão e dele descendem inúmeras famílias desta vila e da região. Um ramo da sua descendência fundou a Casa Grande (hoje Museu de Freixo de Numão), a Casa das Mós, a Casa dos Vasconcelos, em Torre de Moncorvo e outras casas nobres da região.  A 13 de setembro de 1484 foi nomeado escrivão das sisas de Numão (Chancelaria de D. João II, liv. 22).